# Ouville-la-Rivière
Ouville-la-Rivière is een gemeente in het Franse departement Seine-Maritime (regio Normandië) en telt 518 inwoners (2014). De plaats maakt deel uit van het arrondissement Dieppe.

## Geografie
De oppervlakte van Ouville-la-Rivière bedraagt 6,34 km², de bevolkingsdichtheid is 82 inwoners per km².
De onderstaande kaart toont de ligging van Ouville-la-Rivière met de belangrijkste infrastructuur en aangrenzende gemeenten.

## Demografie
Onderstaande figuur toont het verloop van het inwonertal (bron: INSEE-tellingen).